# Премія Емануеля Піора
Пре́мія Емануе́ля Піо́ра (англ. IEEE Emanuel R. Piore Award) — інженерна нагорода, яку вручав щорічно у 1977—2012 роках Інститут інженерів з електротехніки та електроніки (IEEE). Нагороду було засновано у 1976 році і її присуджували за видатний внесок у розвиток інформатики і систем обробки інформації. Премія отримала назву на честь Емануеля Піора (1908—2000), американського науковця та дослідника у галузі промисловості.
Її можна було присуджувати окремому учаснику або команді з двох осіб. Лауреати цієї нагороди отримували бронзову медаль, грамоту та гонорар.
Нагрроду було скасовано у 2012 році.

## Лауреати
| Рік  | Лауреат                                  | Обґрунтування нагороди |                          |
| ---- | ---------------------------------------- | --- | ------------------------ |
| 1977 | Джордж Штібіц                            | Оригінальний текст (англ.) [«For pioneering contributions to the development of computers, utilizing binary and floating-point arithmetic, memory indexing, operation from a remote console, and program-controlled computations»] Помилка: [undefined] Помилка: {{Lang}}: немає тексту (допомога): не вказано код мови (допомога) За новаторський внесок у розробку комп'ютерів, які використовують двійкову арифметику та арифметику з плаваючою комою, індексацію пам'яті, роботу з віддаленої консолі та програмно-керовані обчислення |                          |
| 1978 | Джон Преспер Екерт і Джон Моклі          | Оригінальний текст (англ.) [«For the design and construction of electronic digital computers which stimulated the development of the computer industry»] Помилка: [undefined] Помилка: {{Lang}}: немає тексту (допомога): не вказано код мови (допомога) За проєктування та створення електронних цифрових комп'ютерів, які стимулювали розвиток комп'ютерної індустрії |                          |
| 1979 | Річард Геммінг                           | Оригінальний текст (англ.) [«For introduction of error correcting codes, pioneering work in operating systems and programming languages, and the advancement of numerical computation»] Помилка: [undefined] Помилка: {{Lang}}: немає тексту (допомога): не вказано код мови (допомога) За впровадження кодів з виправленням помилок, новаторську роботу в операційних системах та мовах програмування і розвиток числових обчислень |                          |
| 1980 | Лоренс Рабінер і Рональд Шафер           | Оригінальний текст (англ.) [«For their contributions to digital speech processing and digital filter design»] Помилка: [undefined] Помилка: {{Lang}}: немає тексту (допомога): не вказано код мови (допомога) За їхній внесок у цифрову обробку мови та розробку цифрових фільтрів |                          |
| 1981 | Премія не присуджувалась                 | Премія не присуджувалась | Премія не присуджувалась |
| 1982 | Кен Томпсон и Денніс Рітчі               | Оригінальний текст (англ.) [«For the creation and development of an operating system of high utility, availability, and instructive value, as embodied in UNIX and its related facilities»] Помилка: [undefined] Помилка: {{Lang}}: немає тексту (допомога): не вказано код мови (допомога) За створення та розвиток операційної системи з високою ефективністю, доступністю та інструктивною цінністю, як це втілено у UNIX та пов'язаних з нею засобах                                                                                   |                          |
| 1983 | Ніклаус Вірт                             | Оригінальний текст (англ.) [«For creative contribution to programming language and design methodology as exemplified by his development of the Pascal language»] Помилка: [undefined] Помилка: {{Lang}}: немає тексту (допомога): не вказано код мови (допомога) За творчий внесок у мову програмування та методологію проєктування, прикладом чого є його розробка мови Pascal |                          |
| 1984 | Гарві Коеґон                             | Оригінальний текст (англ.) [«For creative contributions and leadership in uniting computer architecture with the inherent capabilities of the integrated»] Помилка: [undefined] Помилка: {{Lang}}: немає тексту (допомога): не вказано код мови (допомога) За творчий внесок та лідерство в об'єднанні комп'ютерної архітектури з властивими можливостями інтегрованих систем |                          |
| 1985 | Азріель Розенфельд                       | Оригінальний текст (англ.) [«For fundamental contributions to digital image processing»] Помилка: [undefined] Помилка: {{Lang}}: немає тексту (допомога): не вказано код мови (допомога) За фундаментальний внесок у обробку цифрових зображень |                          |
| 1986 | Девід Еванс і Айвен Сазерленд            | Оригінальний текст (англ.) [«For pioneering work in the development of interactive computer graphics systems and contributions to computer science education»] Помилка: [undefined] Помилка: {{Lang}}: немає тексту (допомога): не вказано код мови (допомога) За новаторство при розробці систем інтерактивної комп'ютерної графіки та внесок в освіту з інформатики |                          |
| 1987 | Девід Кук                                | Оригінальний текст (англ.) [«For contributions to optimizing compilers for supercomputers»] Помилка: [undefined] Помилка: {{Lang}}: немає тексту (допомога): не вказано код мови (допомога) За внесок в оптимізацію компіляторів для суперкомп'ютерів |                          |
| 1988 | Ґрейс Гоппер                             | Оригінальний текст (англ.) [«For pioneering contributions in information processing and programming language»] Помилка: [undefined] Помилка: {{Lang}}: немає тексту (допомога): не вказано код мови (допомога) За новаторський внесок у обробку інформації та мову програмування |                          |
| 1989 | Пітер Франачек                           | Оригінальний текст (англ.) [«For contributions to the theory and practice of coding for contrained channels in digital recording»] Помилка: [undefined] Помилка: {{Lang}}: немає тексту (допомога): не вказано код мови (допомога) За внесок у теорію та практику кодування обмежених каналів у цифровому записі |                          |
| 1990 | Аллен Ньюелл                             | Оригінальний текст (англ.) [«For seminal contributions to artificial intelligence»] Помилка: [undefined] Помилка: {{Lang}}: немає тексту (допомога): не вказано код мови (допомога) За фундаментальний внесок у штучний інтелект |                          |
| 1991 | Джозеф Трауб                             | Оригінальний текст (англ.) [«For pioneering research in algorithm complexity, iteration theory and parallelism, and for leadership in computing education»] Помилка: [undefined] Помилка: {{Lang}}: немає тексту (допомога): не вказано код мови (допомога) За піонерські дослідження в галузі складності алгоритмів, теорії ітерацій і паралелізму, а також за лідерство в освіті галузі інформатики |                          |
| 1992 | Гарольд Стоун                            | Оригінальний текст (англ.) [«For fundamental contributions to parallel computer technology, and to computer science education»] Помилка: [undefined] Помилка: {{Lang}}: немає тексту (допомога): не вказано код мови (допомога) За фундаментальний внесок у паралельні комп'ютерні технології та освіту в галузі інформатики |                          |
| 1993 | Макото Нагао                             | Оригінальний текст (англ.) [«For leadership and contributions to natural language processing and computer vision areas»] Помилка: [undefined] Помилка: {{Lang}}: немає тексту (допомога): не вказано код мови (допомога) За лідерство та внесок у обробку природної мови та комп'ютерний зір |                          |
| 1994 | Джон Геннессі                            | Оригінальний текст (англ.) [«For contributions to quantitative evaluation of computer architectures and the successful implementation of Reduced»] Помилка: [undefined] Помилка: {{Lang}}: немає тексту (допомога): не вказано код мови (допомога) За внесок у кількісну оцінку комп'ютерних архітектур та успішне впровадження Reduced |                          |
| 1995 | Єль Патт                                 | Оригінальний текст (англ.) [«For contributions to computer architecture leading to commercially viable high performance microprocessors»] Помилка: [undefined] Помилка: {{Lang}}: немає тексту (допомога): не вказано код мови (допомога) За внесок у комп'ютерну архітектуру, що веде до комерційно життєздатних високопродуктивних мікропроцесорів |                          |
| 1996 | Едвард Мак-Класкі                        | "«For pioneering and fundamental contributions to design automation and fault tolerant computing»}} За новаторський і фундаментальний внесок у автоматизацію проєктування та відмовостійке обчислення |                          |
| 1997 | Shun'ichi Amari                          | Оригінальний текст (англ.) [«For pioneering contributions and leadership in neural networks and information geometry»] Помилка: [undefined] Помилка: {{Lang}}: немає тексту (допомога): не вказано код мови (допомога) За новаторський внесок і лідерство в нейронних мережах та інформаційній геометрії |                          |
| 1998 | Janak H. Patel                           | Оригінальний текст (англ.) [«For contributions to test generation and computer architecture»] Помилка: [undefined] Помилка: {{Lang}}: немає тексту (допомога): не вказано код мови (допомога) За внесок у створення тестів та комп'ютерну архітектуру |                          |
| 1999 | Наренда Агуя                             | Оригінальний текст (англ.) [«For contributions to computer vision and image processing»] Помилка: [undefined] Помилка: {{Lang}}: немає тексту (допомога): не вказано код мови (допомога) За внесок у розвиток комп'ютерного зору та обробки зображень |                          |
| 2000 | Вільям Кехен                             | Оригінальний текст (англ.) [«For contributions to numerical analysis and standardization of floating-point arithmetic»] Помилка: [undefined] Помилка: {{Lang}}: немає тексту (допомога): не вказано код мови (допомога) За внесок у числовий аналіз і стандартизацію арифметики з плаваючою комою |                          |
| 2001 | Равішанкар К. Айєр                       | Оригінальний текст (англ.) [«For fundamental contributions to measurement, evaluation, and design of reliable computing systems»] Помилка: [undefined] Помилка: {{Lang}}: немає тексту (допомога): не вказано код мови (допомога) За фундаментальний внесок у вимірювання, оцінку та проєктування надійних обчислювальних систем |                          |
| 2002 | Браян Ренделл                            | Оригінальний текст (англ.) [«For seminal contributions to and leadership in computer system dependability research»] Помилка: [undefined] Помилка: {{Lang}}: немає тексту (допомога): не вказано код мови (допомога) За основоположний внесок у дослідження надійності комп'ютерних систем і лідерство в цьому |                          |
| 2003 | Джованні Де Мікелі                       | Оригінальний текст (англ.) [«For contributions to computer-aided synthesis of digital systems»] Помилка: [undefined] Помилка: {{Lang}}: немає тексту (допомога): не вказано код мови (допомога) За внесок у автоматизований синтез цифрових систем |                          |
| 2004 | Леслі Лампорт                            | Оригінальний текст (англ.) [«For seminal contributions to the theory and practice of concurrent programming and fault-tolerant computing»] Помилка: [undefined] Помилка: {{Lang}}: немає тексту (допомога): не вказано код мови (допомога) За фундаментальний внесок у теорію та практику паралельного програмування та відмовостійких обчислень |                          |
| 2005 | Якоб Абрагам                             | Оригінальний текст (англ.) [«For contributions to the development of reliable and testable computer hardware systems»] Помилка: [undefined] Помилка: {{Lang}}: немає тексту (допомога): не вказано код мови (допомога) За внесок у розробку надійних і придатних для тестування систем комп'ютерного обладнання |                          |
| 2006 | Роберт Брайтон (англ. Robert K. Brayton) | Оригінальний текст (англ.) [«For development of the field of logic synthesis from its early inception through industrial maturity»] Помилка: [undefined] Помилка: {{Lang}}: немає тексту (допомога): не вказано код мови (допомога) За розвиток галузі логічного синтезу від його зародження до промислової зрілості |                          |
| 2007 | Рендел Брайнт                            | Оригінальний текст (англ.) [«For seminal contributions to the field of computer-aided circuit design and verification, including the development and promulgation of ordered binary decision diagrams.»] Помилка: [undefined] Помилка: {{Lang}}: немає тексту (допомога): не вказано код мови (допомога) За плідний внесок у область автоматизованого проєктування та перевірки схем, включаючи розробку та розповсюдження впорядкованих бінарних діаграм рішень.                                                                          |                          |
| 2008 | Річард Рашид                             | Оригінальний текст (англ.) [«For contributions to the design of modern operating systems, and for innovation and leadership in industrial research»] Помилка: [undefined] Помилка: {{Lang}}: немає тексту (допомога): не вказано код мови (допомога) За внесок у розробку сучасних операційних систем, а також за інновації та лідерство в промислових дослідженнях |                          |
| 2009 | Девід Де-Вітт                            | Оригінальний текст (англ.) [«For fundamental contributions to the architecture, algorithms, and implementation of innovative database systems»] Помилка: [undefined] Помилка: {{Lang}}: немає тексту (допомога): не вказано код мови (допомога) За фундаментальний внесок в архітектуру, алгоритми та реалізацію інноваційних систем баз даних |                          |
| 2010 | Ненсі Лінч                               | Оригінальний текст (англ.) [«For contributions of foundations of distributed and concurrent computing»] Помилка: [undefined] Помилка: {{Lang}}: немає тексту (допомога): не вказано код мови (допомога) За внесок у основи розподілених і паралельних обчислень |                          |
| 2011 | Шафі Голдвассер                          | Оригінальний текст (англ.) [«For pioneering work in laying the foundations of modern cryptography and its relation to complexity theory»] Помилка: [undefined] Помилка: {{Lang}}: немає тексту (допомога): не вказано код мови (допомога) За новаторську роботу в закладанні основ сучасної криптографії та її зв'язку з теорією складності |                          |
| 2012 | Фред Шнейдер                             | Оригінальний текст (англ.) [«For contributions to trustworthy computing through novel approaches to security, fault tolerance and formal methods for concurrent and distributed systems»] Помилка: [undefined] Помилка: {{Lang}}: немає тексту (допомога): не вказано код мови (допомога) За внесок у надійні обчислення за допомогою нових підходів до безпеки, відмовостійкості та формальних методів для паралельних і розподілених систем                                                                                              |                          |